# Dactylocythere mecoscapha
Dactylocythere mecoscapha är en kräftdjursart som först beskrevs av Hobbs och Walton 1960.  Dactylocythere mecoscapha ingår i släktet Dactylocythere och familjen Entocytheridae. Inga underarter finns listade i Catalogue of Life.